# Rjavi lunj
Rjavi lunj (znanstveno ime Circus aeruginosus) je ujeda iz družine kraguljev (Accipitridae).

## Opis
Rjavi lunj je ujeda, po velikosti približno enaka kot kanja (telesna dolžina 48–56 cm). Samci te ptičje vrste so po celem telesu rjave barve, samice in mlade ptice pa imajo svetlejšo glavo. Te vitke ptice z ozkimi perutmi in dolgim repom so v letu videti okorne in značilno »pozibavajo« v zraku. Zadržujejo se pretežno v nižjih zračnih plasteh, kjer pogosto drsijo nad ločjem s perutmi, dvignjenimi nad horizontalo.

## Razširjenost
Življenjsko okolje rjavega lunja so močvirja ter s trsjem porasli bregovi rek in jezer. Razširjen je od jugozahodne Evrope in severozahodne Afrike do Japonske ter Oceanija in Avstralija.
Hrani se s plazilci, dvoživkami, ribami, pa tudi z manjšimi glodavci in pticami.
Gnezdi enkrat letno v aprilu in maju v plitvih gnezdih na tleh. 